# Arrondissement de Estrasburgo
O Arrondissement de Estrasburgo é uma divisão administrativa francesa, localizada no departamento do Baixo Reno, na região do Grande Leste.
O Arrondissement de Estrasburgo, conhecido sob o nome de Estrasburgo-Cidade (Strasbourg-Ville), tem sido limitado apenas pela comuna de Estrasburgo antes de 1 de janeiro de 2015, resultante da divisão do antigo arrondissement de Estrasburgo, em dois : Arrondissement de Estrasburgo-Cidade (Arrondissement de Strasbourg-Ville) e Arrondissement de Estrasburgo-Campo (Arrondissement de Strasbourg-Campagne). Posteriormente, a comuna sede foi igualmente a do arrondissement de Estrasburgo-Campo, sem ser "anexada", mesmo que parcialmente, a qualquer um dos cantões.

## História
Em sua criação em 4 de março de 1790, o departamento do Baixo Reno foi dividido em quatro distritos incluindo o Distrito de Estrasburgo, que abrangia a cidade e seus arredores.
É em 17 de fevereiro de 1800 que Bonaparte cria os arrondissements : o arrondissement de Estrasburgo ocupa a maior parte do antigo distrito.
Em 1871, o arrondissement é anexado, como toda a Alsácia, ao Império Alemão pelo tratado de Frankfurt. Ele é dividido em dois Kreis : Straßburg (Land) e Straßburg (Stadt). Este último representa então a 78 km2 e 111 987 habitantes em 1885.
Após a restituição para a França em 1919 pelo tratado de Versalhes, o Kreis Straßburg (Stadt) torna-se o arrondissement de Strasbourg-Ville.
Na sequência de uma decisão do Estado de reorganizar o mapa dos arrondissement querendo levar em conta os limites dos EPCI, o arrondissement vizinho de Strasbourg-Campagne foi suprimido em 1 de janeiro de 2015. As antigas comunas desse arrondissement foram ligadas ao antigo arrondissement de Strasbourg-Ville, renomeado simultaneamente, "arrondissement de Estrasburgo".

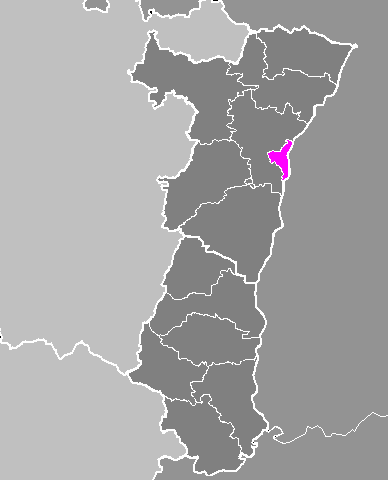
Antigo arrondissement de Estrasburgo-Cidade.

## Composição
O município é composto das comunas dos cantões seguintes (desde 2015) :
- Brumath (apenas 3 comunas, fazendo parte da Eurometrópole de Estrasburgo : Eckwersheim, La Wantzenau, Vendenheim);
- Hœnheim;
- Illkirch-Graffenstaden;
- Lingolsheim;
- Schiltigheim;
- Estrasburgo-1 (e antigos cantões de Estrasburgo Leste, Norte, Oeste e Sul);
- Estrasburgo-2;
- Estrasburgo-3;
- Estrasburgo-4;
- Estrasburgo-5;
- Estrasburgo-6.